# Avanne-Aveney
 Avanne-Aveney  es una población y comuna francesa, en la región de Franco Condado, departamento de Doubs, en el distrito de Besançon y cantón de Boussières.

## Demografía
| 735 | 899 | 1374 | 1826 | 1870 | 1903 |
| Para los censos de 1962 a 1999 la población legal corresponde a la población sin duplicidades (Fuente: INSEE [Consultar]) |     |      |      |      |      |